# Braisnes-sur-Aronde
Braisnes-sur-Aronde település Franciaországban, Oise megyében. Lakosainak száma 175 fő (2022. január 1.). Braisnes-sur-Aronde Antheuil-Portes, Baugy, Coudun, Monchy-Humières, Vignemont és Villers-sur-Coudun községekkel határos.

## Népesség
A település népességének változása:
| Lakosok száma | 170  | 171  | 172  | 169  | 171  | 172  | 174  | 175  | 175  |
|               | 2013 | 2015 | 2016 | 2017 | 2018 | 2019 | 2020 | 2021 | 2022 |